# Анге Патяй
Анге Патяй — в мифологии мордвы-эрзян богиня-мать, творение демиурга «Чам-Паса», одновременно его жена, богиня плодородия, покровительница ро́дов, рожениц и женских работ, прародительница всех остальных богов. Вопрос о достоверности этого мифологического персонажа остаётся дискуссионным, так как Мельников, стремясь реконструировать верования и мифологию мордвы, выдумал верховного бога мордвы и создателя мира «Чам-Паса». Чи или Ши — Солнце, которое мордва олицетворяла в виде женского божества (Чиава, Шиава). Впоследствии божество Солнца стали именовать теонимом Чипас, Шибавас и подчас воспринимать его, как божество мужского рода. Эрзянское «чи» и мокшанское «ши» также употребляются для обозначения дня.

## Споры о достоверности мифа
Поскольку сведения об Анге Патяй впервые были введены в научный оборот этнографом-любителем П. И. Мельниковым-Печерским, некоторыми исследователями (в частности, И. Н. Смирновым, М. Е. Евсевьевым и др.) позднее действительность существования такой богини в языческом пантеоне эрзян ставилась под сомнение. Так, по мнению сторонников фиктивности образа Анге Патяй, «сомнение возбуждает самое имя богини Анге-патяй, по толкованию Мельникова, слово в слово означает мать-богиня. На самом деле слово анге не встречается ни в одном из мордовских словарей, а слово патяй значит вовсе не мать и не богиня, как предполагает, по-видимому, Мельников, а тётка». Финский учёный Уно Харва полагал мифы об Анге Патяй в изложении Мельникова-Печерского «курьёзом».
Критики работ Мельникова-Печерского указывали, что их автор без достаточных оснований подгонял содержание мордовских мифов под «библейскую схему», выстраивая чёткую иерархию богов с Чам-Пасом — Богом-творцом — во главе. С другой стороны, отмечается, что «материалы по мордовской мифологии в принципе не дают оснований отрицать „систему“ П. И. Мельникова, однако некоторые её положения сомнительны. Прежде всего, сомнительно имя Анге-патяй, которое, по мнению Мельникова, означает богиня-мать. Имя это записано от сильно обрусевшей Мордвы, которая легко могла его исказить. Такие примеры нам известны, поэтому „система“ П. И. Мельникова нуждается в глубоком анализе и тщательной проверке».
С точки зрения современных оценок, существование данной богини в мифологической картине эрзян в том виде, в каком она была описана Мельниковым-Печерским, нельзя считать однозначно доказанным, однако, сопоставляя мифологию эрзян с мифологиями родственных финно-угорских народов, в которых также в той или иной степени присутствует миф о небесной деве — подательнице жизни и источнике плодородия, можно прийти к выводу о наличии подобной богини также и в языческом пантеоне мордвы.
Кроме того, сторонники достоверности мифа указывают, что в работах Мельникова-Печерского приводятся тексты мордовских молений, обращённых к Анге Патяй, которые он вряд ли мог придумать сам; также имеются свидетельства современных фольклористов об обрядах, связанных с почитанием Анге Патяй, бытовавших у мордвы.
Однако ряд исследователей до сих пор вопрос о существовании такой богини в мифологии эрзян относят к числу спорных: «Спорная по факту своего существования Анге патяй отличается нечёткостью функций, недоработанностью образа, возможно, у данного божества была лишь узкодиалектная, узколокальная распространённость, что, в конечном счёте, приводит к постепенному её исчезновению».

## Содержание мифа (по П. И. Мельникову-Печерскому)
Первоначально демиург Чам-Пас случайно из своей слюны сотворил Шайтана, которому предложил стать своим товарищем в сотворении всего сущего. Однако Шайтан возгордился, неточно исполнял повеления Чам-Паса, мешая последнему творить мир. Чам-Пас проклял Шайтана и низвергнул его в пропасть. После чего Чам-Пас сотворил Анге Патяй в противовес Шайтану: если Шайтан ассоциировался со злым началом, то Анге Патяй — с добрым. По одной из версий мифа, Анге Патяй появилась из яйца, разбитого Чам-Пасом; после явления Анге между нею и Чам-Пасом произошёл следующий диалог: «„Кто ты, девушка?“ — спросил Чам-Пас. „Я — твоя дочь, мой повелитель“. — „Ты не предназначена быть моей дочерью, ты будешь моей любимой женой“, — сказал
Чам-Пас». При этом и Шайтан, и Анге Патяй уступают по могуществу Чам-Пасу, однако равны в своём могуществе друг с другом, ввиду чего ведут постоянную борьбу.
Анге Патяй произвела, в свою очередь, на свет по четыре бога и богини:

Боги:
- Нишки-Пас — бог неба, солнца, огня, света, покровитель пчёл;
- Свет-Верешке-Велен-Пас — бог земли, устроитель человеческого общества;
- Назаром-Пас — бог зимы, ночи, Луны, владыка царства мёртвых, определяющий их посмертную участь (добрых отправляет в обитель Нишки-Паса, злых низводит к Шайтану);
- Волцы-Пас — бог животного мира, покровитель охоты;

Богини:
- Нишкенде-Тевтяр — сестра Нишки-Паса, покровительница пчеловодства;
- Норрова-Анаручи — богиня земледелия;
- Пакса-Патяй — покровительница лугов, полей, огородов;
- Верья-Патяй — богиня лесов, рощ и деревьев.

Народив этих богов, Анге Патяй решила наводнить весь мир добрыми духами, чтобы успешней противостоять козням Шайтана. Для этого она попросила у Чам-Паса огниво, а у своего сына Нишки-Паса — кремень. Ударяя огнивом о кремень, Анге Патяй стала высекать искры, превращающиеся в добрых духов — öзаисов. Увидев это, Шайтан также стал высекать искры, порождающие злых духов. Этим процессом они заняты постоянно и до сих пор.
Анге Патяй обитает как на небе, так и на земле. На небе в её жилище пребывают семена растений, зародыши животных и души ещё не родившихся людей: через дождь, росу и зарницу Анге проливает на Землю жизнь. В небесном обиталище Анге Патяй пребывает в образе прекрасной и молодой женщины, однако, сходя на землю, принимает образ старухи, при этом физически очень сильной, под пятой которой прогибаются камни (поэтому, по эрзянским поверьям, отметины на камнях, похожие на человеческие следы, оставляет именно Анге Патяй), или белой птицы с золотым клювом.
Анге Патяй приставляет к младенцам духов-хранителей, помогает при родах (почему в некоторых местностях её зовут Булмань Патяй, то есть «богиня-повитуха»), оберегает домашних животных и птицу (в особенности, кур, почему и жертвовать ей положено куриные яйца).

## Влияние христианства
По мнению исследователей, под влиянием распространившего среди мордвы христианства претерпел изменения и образ Анге Патяй. Так, если Чам-Паз стал восприниматься как Бог-Отец, Нишке (Нишки-Пас) — как Бог-Сын, то собственно Анге Патяй — как Богородица, а иногда также и как апокрифическая Саломея-повитуха. В одном из вариантов мифа об Анге Патяй рассказывается, что она, родив восемь детей-богов, осталась девственницей, что также позволяет сопоставить образ Анге Патяй с образом Богоматери.
Высказывается предположение, что в процессе христианизации мордвы на образ Анге Патяй наложился образ Богородицы, который вобрал в себя большинство функций Анге Патяй, со временем полностью заместив его.

## В культуре

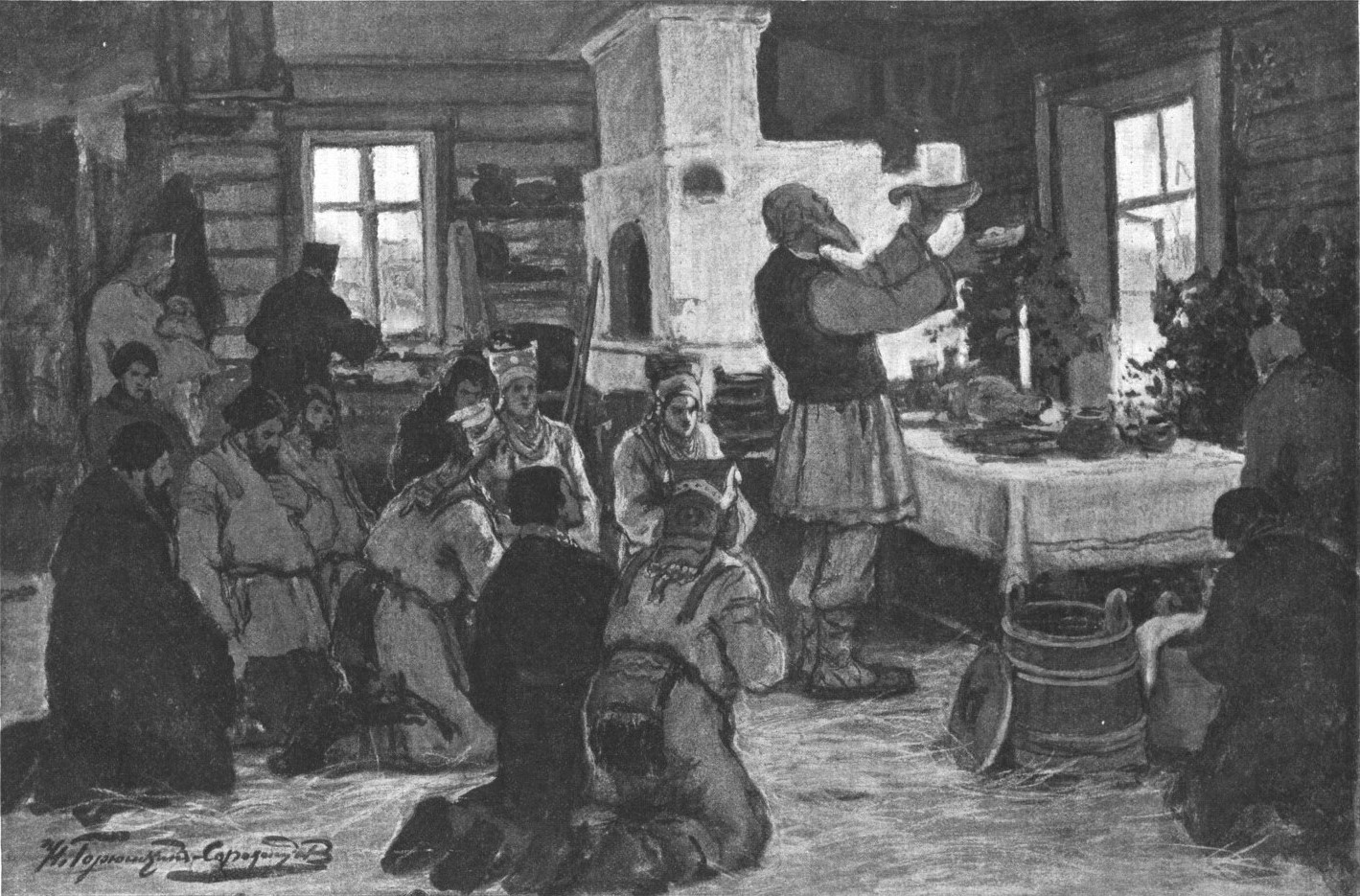
"Рождественское моление у языческой Мордвы к богине Анге-Патяй". Картина И.С. Горюшкина-Сорокопудова, 1909.

- В пьесе Велимира Хлебникова «Боги» Анге Патяй является одним из действующих персонажей-богов, причём мужского рода; согласно авторской ремарке, «во рту его вечный улей пчёл, и он сосёт свои медовые усы, седые»[16].
- Одна из картин художника И. С. Горюшкина-Сорокопудова, написанная в 1909 году, носит название «Рождественское моление у языческой мордвы к богине Анге-Патай» и изображает соответствующую сцену[17].

- Анге Патяй является одним из персонажей поэтического мордовского эпоса «Масторава», составленного Александром Шароновым[18].